# Till Tantau
Till Tantau (* 1975) je profesor teoretické informatiky na Univerzitě v Lübecku. Mezi jeho nejznámější výtvory patří třída Beamer pro LaTeX, která se používá pro tvorbu prezentací a balíček PGF/TikZ, který se používá ke tvorbě obrázků v TeX/LaTeX.
Tantau obdržel tituly z teoretické informatiky a matematiky na Technické univerzitě Berlín v letech 1999 a 2001. V roce 2003 obdržel titul PhD.